# بنیمدو
بنیمدو (به اسپانیایی: Benimodo) یک شهرستان در اسپانیا است که در Ribera Alta واقع شده‌است.

## خصوصیات
بنیمدو ۱۲٫۵ کیلومترمربع مساحت و ۲٬۲۰۹ نفر جمعیت دارد و ۴۲ متر بالاتر از سطح دریا واقع شده‌است.